# ويل برودي
ويل برودي (بالإنجليزية: Will Brodie)‏ هو لاعب كرة قدم أسترالية أسترالي، ولد في 23 أغسطس 1998.

## وصلات خارجية
- ويل برودي على موقع AustralianFootball.com (الإنجليزية)
- ويل برودي على موقع AFLtables.com (الإنجليزية)